# Elecciones estatales de Michoacán de 2024
Las elecciones estatales de Michoacán de 2024 se llevaron a cabo el domingo 2 de junio de 2024 y en ellas se renovaron los siguientes cargos de elección popular del estado mexicano de Michoacán:
- 40 diputados estatales: 24 diputados electos por mayoría relativa y 16 designados mediante representación proporcional para integrar la LXXVI Legislatura
- 112 ayuntamientos: Compuestos por un presidente municipal, un síndico y un grupo de regidores. Electos para un periodo de tres años. Los resultados del municipio de Irimbo fueron anulados por el Tribunal Electoral del Poder Judicial de la Federación el 30 de agosto de 2024.[3]

## Organización

### Partidos políticos
En las elecciones estatales tienen derecho a participar once partidos políticos. Siete son partidos políticos con registro nacional: Partido Acción Nacional (PAN), Partido Revolucionario Institucional (PRI), Partido de la Revolución Democrática (PRD), Partido del Trabajo (PT), Partido Verde Ecologista de México (PVEM), Movimiento Ciudadano (MC) y Movimiento Regeneración Nacional (Morena). Y cuatro partidos políticos estatales: Más Michoacán, Michoacán Primero, Partido Encuentro Solidario de Michoacán y Tiempo por México.

### Distritos electorales
Para la elección de diputados de mayoría relativa del Congreso del Estado de Michoacán el estado se divide en 24 distritos electorales. La distritación electoral vigente fue publicada por el Instituto Nacional Electoral en julio de 2022.
| Distrito | Cabecera        | Municipios | Mapa |
| -------- | --------------- | ---------- | ---- |
| 1        | La Piedad       | 8          |      |
| 2        | Puruándiro      | 11         |      |
| 3        | Maravatio       | 7          |      |
| 4        | Jiquilpan       | 8          |      |
| 5        | Paracho         | 8          |      |
| 6        | Zamora          | 1          |      |
| 7        | Zacapu          | 5          |      |
| 8        | Tarimbaro       | 5          |      |
| 9        | Los Reyes       | 7          |      |
| 10       | Morelia         | 1          |      |
| 11       | Morelia         | 1          |      |
| 12       | Hidalgo         | 4          |      |
| 13       | Zitácuaro       | 3          |      |
| 14       | Uruapan         | 2          |      |
| 15       | Pátzcuaro       | 6          |      |
| 16       | Morelia         | 1          |      |
| 17       | Morelia         | 1          |      |
| 18       | Huetamo         | 10         |      |
| 19       | Tacámbaro       | 6          |      |
| 20       | Uruapan         | 1          |      |
| 21       | Coalcomán       | 8          |      |
| 22       | Nueva Italia    | 9          |      |
| 23       | Apatzingán      | 3          |      |
| 24       | Lázaro Cárdenas | 1          |      |

## Coaliciones y candidaturas comunes

### Sigamos Haciendo Historia en Michoacán
|  | Movimiento Regeneración Nacional - 14 diputados. Distritos 1, 2, 3, 5, 7, 11, 12, 14, 15, 16, 17, 18, 19 y 23 - 29 ayuntamientos: Apatzingán, Aporo, Buenavista, Charapán, Charo, Chilchota, Churintzio, Coeneo, Copándaro, Cotija, Huandacareo, Huetamo, Jiquilpan, Jungapeo, La Piedad, Lázaro Cárdenas, Maravatío, Nuevo Urecho, Parácuaro, Salvador Escalante, San Lucas, Senguio, Tingambato, Tumbiscatio, Uruapan, Villamar, Vista Hermosa, Zacapu y Zinapécuaro |
|  | Partido Verde Ecologista de México - 5 diputados. Distritos 4, 6, 9, 10 y 21 - 26 ayuntamientos: Angamacutiro, Ario de Rosales, Carácuaro, Chinicuila, Chucándiro, Churumuco, Coahuayana, Coalcomán, Indaparapeo, Jiménez, José Sixto Verduzco, Juárez, Los Reyes, Morelia, Pajacuarán, Panindícuaro, Pátzcuaro, Peribán, Queréndaro, Sahuayo, Tangamandapio, Tangancícuaro, Tingüindín, Tlalpujahua, Tocumbo y Tzitzio                                                |
|  | Partido del Trabajo - 4 diputados. Distritos 8, 12, 20 y 22 - 23 ayuntamientos: Acuitzio, Angangueo, Arteaga, Contepec, Cuitzeo, Ecuandureo, Gabriel Zamora, Irimbo, Ixtlán, Jacona, La Huacana, Madero, Múgica, Numarán, Puruándiro, Tacámbaro, Tancítaro, Tarímbaro, Turicato, Tuzantla, Tzintzuntzan, Venustiano Carranza y Zamora |

El 12 de enero de 2024 se presentó formalmente ante el Instituto Electoral de Michoacán el convenio de coalición parcial Sigamos Haciendo Historia en Michoacán, integrada por el partido Movimiento Regeneración Nacional (Morena), el Partido del Trabajo (PT) y el Partido Verde Ecologista de México (PVEM) que se presentó unida en 23 distritos para la elección de diputados y en 78 municipios para la elección de ayuntamientos.

### Candidaturas comunes PRI-PAN-PRD
|  | Partido Acción Nacional - 5 diputados. Distritos 1, 4, 19, 23 y 24 - 9 ayuntamientos: Ecuandureo, La Piedad, Marcos Castellanos, Quiroga, Sahuayo, Santa Ana Maya, Susupuato, Tanhuato y Uruapan |
|  | Partido Revolucionario Institucional - 6 diputados. Distritos 3, 5, 8, 13, 14 y 21 - 17 ayuntamientos: Aguililla, Álvaro Obregón, Angamacutiro, Chinicuila, Churumuco, Contepec, Juárez, Lázaro Cárdenas, Múgica, Ocampo, Panindícuaro, Pátzcuaro, Puruándiro, Tarímbaro, Tepalcatepec, Villamar y Zináparo                                                                   |
|  | Partido de la Revolución Democrática - 6 diputados. Distritos 2, 7, 12, 15, 18 y 20 - 21 ayuntamientos: Apatzingán, Aquila, Charo, Chucándiro, Coahuayana, Cojumatlán de Régules, Hidalgo, Indaparapeo, Jiménez, José Sixto Verduzco, Jungapeo, La Huacana, Nuevo Parangaricutiro, Pajacuarán, Parácuaro, Tlalpujahua, Tumbiscatío, Tuxpan, Vista Hermosa, Zacapu y Zitácuaro |

|  | Partido Acción Nacional - 1 diputado. Distrito 9 - 12 ayuntamientos: Acuitzio, Ario de Rosales, Coeneo, Cotija, Huandacareo, Huaniqueo, Los Reyes, Tancítaro, Tlazazalca, Tocumbo, Venustiano Carranza y Ziracuaretiro |
|  | Partido Revolucionario Institucional - 13 ayuntamientos: Angangueo, Arteaga, Carácuaro, Coalcomán, Irimbo, Ixtlán, Jacona, madero, Penjamillo, Senguio, Tangamandapio, Tingambato y Tiquicheo                          |

|  | Partido Acción Nacional - 4 diputados. Distritos 6, 11, 17 y 22 - 3 ayuntamientos: Morelia, Peribán y Tangancícuaro        |
|  | Partido de la Revolución Democrática - 2 diputados. Distritos: 10 y 16 - 3 ayuntamientos: Turicato, Tzitzio y Zinapécuaro. |

|  | Partido Revolucionario Institucional - 7 ayuntamientos: Briseñas, Chavinda, Copándaro, Erongarícuaro, Huiramba, Nuevo Urecho y Zamora |
|  | Partido de la Revolución Democrática - 6 ayuntamientos: Churintzio, Cuitzeo, Gabriel Zamora, Lagunillas, Maravatío y Paracho          |

A diferencia de la coalición Sigamos Haciendo Historia en Michoacán, la coalición PAN-PRI-PRD, que a nivel federal se presentó como «Fuerza y Corazón por México», en este estado no se presentó en forma de coalición, sino en forma de distintos acuerdos de candidaturas comunes más flexibles. 
El 21 de marzo de 2024 se presentaron formalmente ante el Instituto Electoral de Michoacán los convenios de candidaturas comunes de los partidos Partido Acción Nacional (PAN), Partido Revolucionario Institucional (PRI), Partido de la Revolución Democrática (PRD). Presentándose en distintas combinaciones entre los tres partidos a lo largo de los 24 distritos para la elección de diputados y 92 municipios para la elección de ayuntamientos. 
Los tres partidos fueron juntos en 17 distritos y 47 municipios; el PAN y el PRI en 1 distrito y 25 municipios, el PAN y el PRD en 6 distritos y 6 municipios; y finalmente el PRI y el PRD en 13 municipios.

### Candidaturas comunes PT-PVEM-Morena
|  | Partido Verde Ecologista de México - 0 ayuntamientos           |
|  | Partido del Trabajo - 2 ayuntamientos: Erongarícuaro e Hidalgo |

|  | Movimiento Regeneración Nacional - 3 ayuntamientos: Morelos, Quiroga y Ziracuaretiro         |
|  | Partido Verde Ecologista de México - 4 ayuntamientos: Briseñas, Paracho, Taretan y Yurécuaro |

|  | Movimiento Regeneración Nacional - 3 ayuntamientos: Marcos Castellanos, Tepalcatepec y Tuxpan          |
|  | Partido del Trabajo - 5 ayuntamientos: Aguililla, Cojumatlán de Régules, Nahuatzen, Ocampo y Zitácuaro |

Similar al caso anterior, hubo lugares en donde los partidos de la coalición Sigamos Haciendo Historia compitieron en combinaciones distintas de candidaturas comunes en 17 municipios. El PT y el PVEM fueron unidos en 2 municipios, Morena y el PVEM en 7 municipios y Morena y el PT en 8 municipios.

### Candidaturas comunes PRD-PESM
|  | Partido de la Revolución Democrática - 17 ayuntamientos: Angangueo, Aporo, Arteaga, Buenavista, Carácuaro, Coalcomán, Epitacio Huerta, Hundacareo, Huetamo, Ixtlán, Penjamillo, Salvador Escalante, San Lucas, Tingüindín, Tzintzintzan, Venustiano Carranza y Ziracuaretiro |
|  | Partido Encuentro Solidario Michoacán - 1 ayuntamiento: Tiquicheo |

El Partido de la Revolución Democrática (PRD) y el Partido Encuentro Solidario Michoacán (PESM) fueron unidos en 18 municipios.

### Candidaturas comunes PT-PESM
|  | Partido del Trabajo - 3 ayuntamientos: Taretan, Susupuato y Nuevo Parangaricutiro |
|  | Partido Encuentro Solidario Michoacán - 2 ayuntamientos: Huramba y Lagunillas     |

El Partido del Trabajo (PT) y el Partido Encuentro Solidario Michoacán (PESM) fueron unidos en 5 municipios.

## Resultados

### Congreso del Estado de Michoacán
|  | 29.04 % |

|  | 14.77 % |

|  | 10.63 % |

|  | 8.15 % |

|  | 7.90 % |

|  | 7.56 % |

|  | 6.79 % |

|  | 2.49 % |

|  | 1.69 % |

|  | 1.16 % |

|  | 0.98 % |

|  | 3.8 % |

|  | 5.05 % |

|  | 100 % |

### Ayuntamientos
|  | 23.86 % |

|  | 16.93 % |

|  | 11.68 % |

|  | 8.78 % |

|  | 8.76 % |

|  | 7.90 % |

|  | 6.99 % |

|  | 2.43 % |

|  | 1.69 % |

|  | 1.47 % |

|  | 0.31 % |

|  | 5.17 % |

|  | 95.97 % |

|  | 4.03 % |

Los cómputos municipales no incluyen los datos del municipio de Irimbo, cuya elección fue anulada por el Tribunal Electoral el 30 de agosto de 2024.